# Tycho Brahe

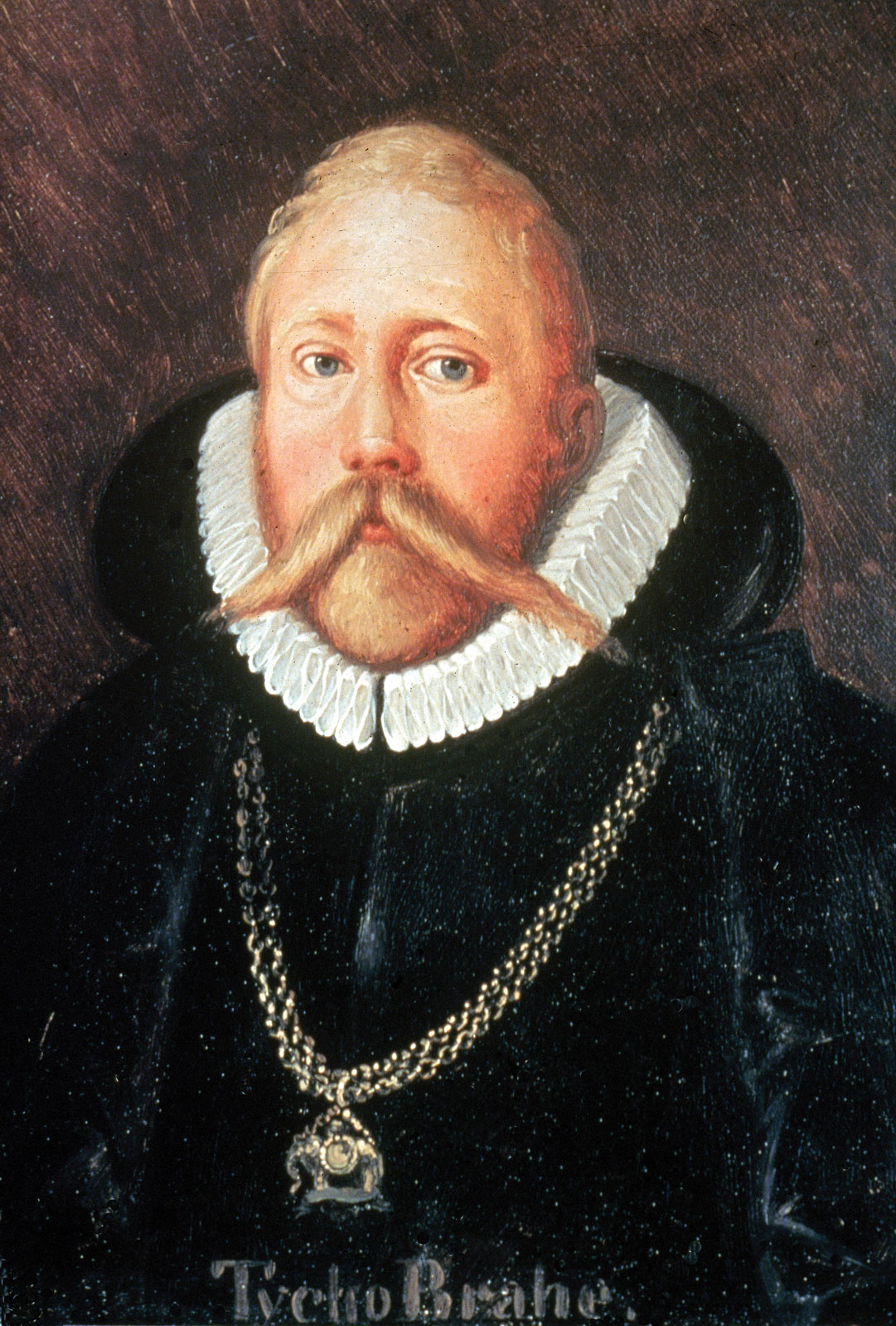
Tyge Ottesen Brahe

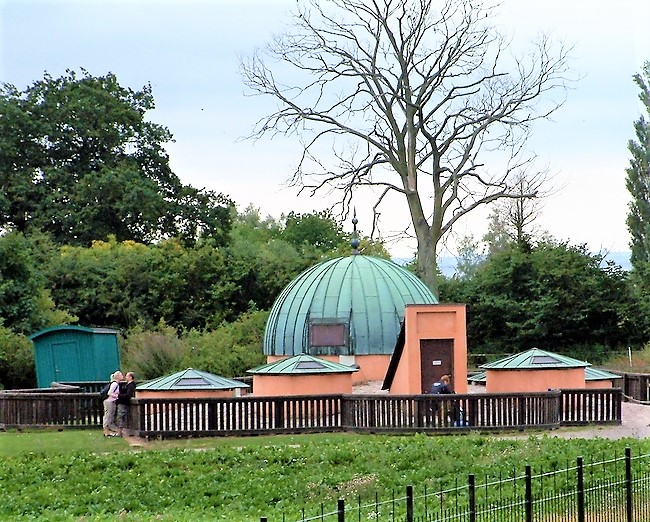
Stjerneborg, een van de observatoria van Tycho Brahe op Hven, tegenwoordig een museum

Wereldbeeld van Tycho

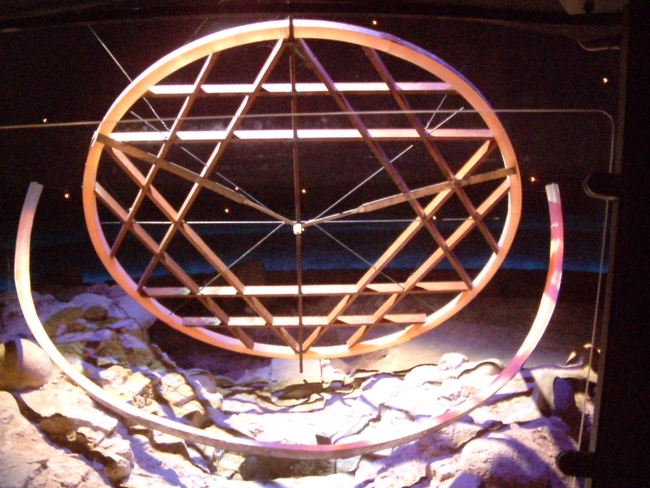
Astrolabium dat Tycho Brahe in zijn observatorium Stjerneborg gebruikte

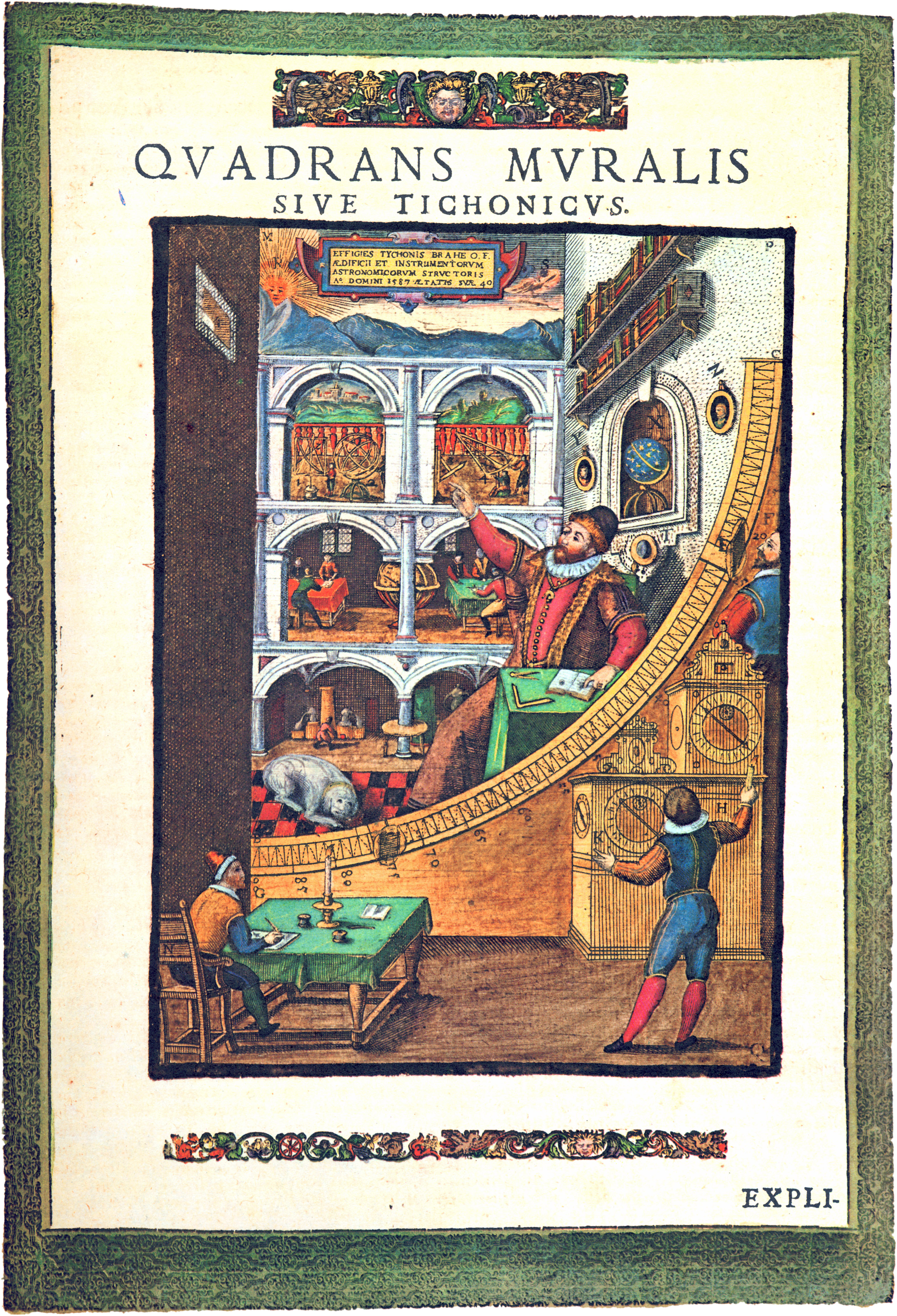
Mauerquadrant (Tycho Brahe 1598)

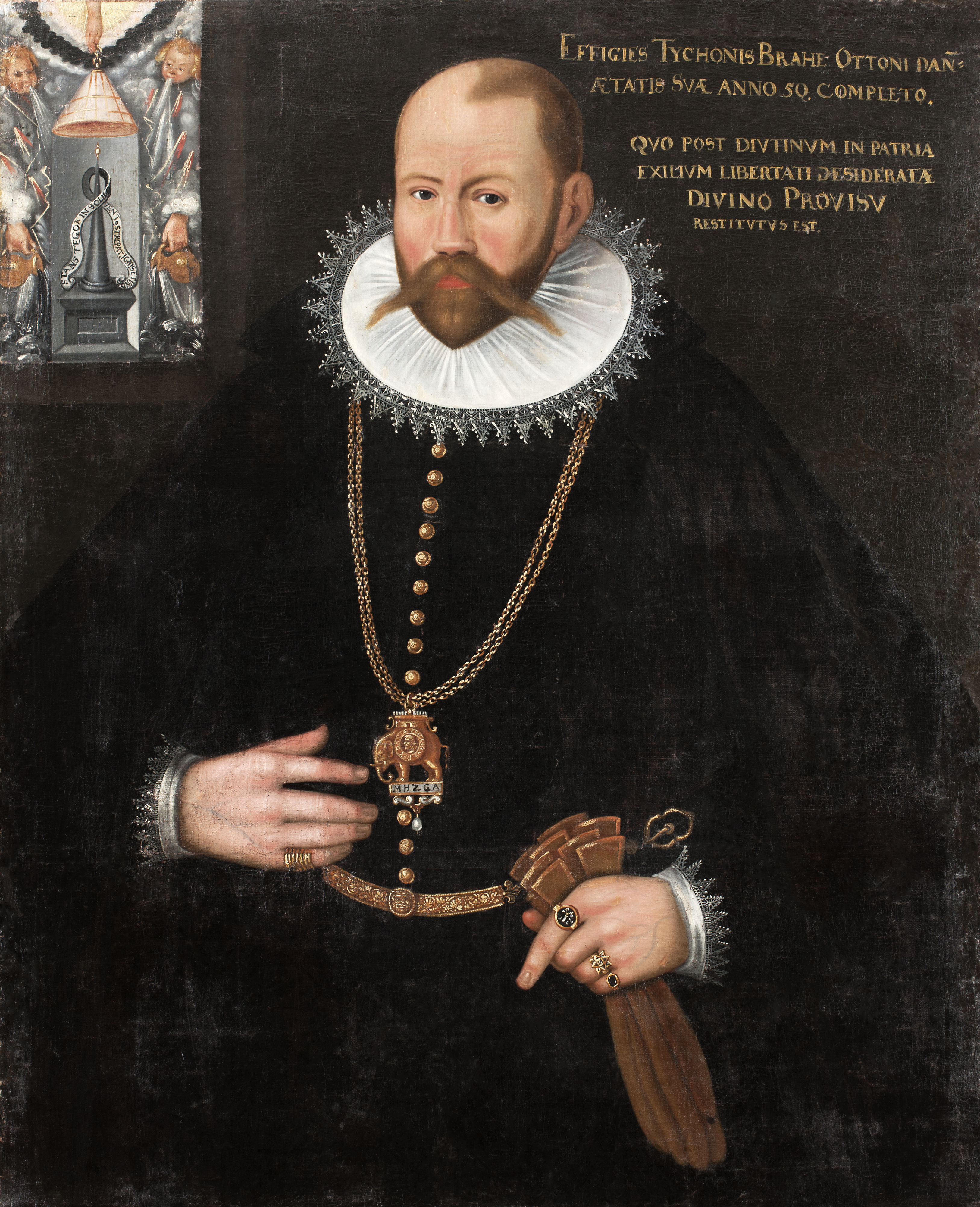
Tycho Brahe, kasteel Skokloster

Tycho Brahe, geboren als Tyge Ottesen Brahe (Skåne, 14 december 1546 – Praag, 24 oktober 1601) was een Deense astronoom.

## Jeugd
Tycho werd als zoon van Otto Brahe, een hoge Deense edelman, en Beate Bille geboren in het kasteel Knutstorp (gemeente Svalöv) in Skåne, toen een deel van Denemarken, tegenwoordig een Zweedse regio. Hij ging op zijn dertiende naar de Universiteit van Kopenhagen om daar filosofie te studeren. De zonsverduistering van 1560 wekte zijn belangstelling voor astronomie en hij ging verder studeren in Leipzig, Wittenberg, Rostock en Bazel. In Rostock kreeg hij ruzie met een medestudent over wie het beste in wiskunde was. Tijdens het duel dat daarop volgde raakte Tycho zwaargewond aan zijn neus, wat een groot litteken achterliet. Gedurende de rest van zijn leven hield hij het litteken verborgen achter een messing prothese.

## De Nova Stella
In 1572 ontdekte hij een nieuwe heldere ster in het sterrenbeeld Cassiopeia. Hij beschreef deze vreemde gebeurtenis in zijn boek De Nova Stella (Latijn: Over de nieuwe ster). Tegenwoordig is bekend dat het om een supernova, een sterexplosie, ging. Deze ontdekking maakte hem op slag beroemd in de rest van Europa. Het betekende verder dat de sfeer der sterren zoals die beschreven was door Aristoteles niet onveranderlijk was.
Na zijn publicatie van De Nova Stella kreeg hij uit heel Europa aanbiedingen voor wetenschappelijke posten. Hij nam het aanbod van koning Frederik II aan om in Denemarken te blijven. Hij kreeg het eiland Hven in de Sont aangeboden om zijn observatoria Uraniborg en Stjerneborg te bouwen.
In 1577 observeerde hij een komeet en door parallaxmetingen te doen, kwam hij erachter dat het verschijnsel verder weg was dan de maan. Dit was in tegenspraak met de heersende opvatting, ooit geformuleerd door Aristoteles, dat kometen atmosferische objecten waren. De komeet reisde dus door de anders zo onveranderlijke sferen.
Tycho pakte de zaken op Hven voortvarend aan. Dankzij de ruime financiële ondersteuning (meer dan 1 procent van de inkomsten van Denemarken) van de koning kon hij twee observatoria laten bouwen plus een alchemistisch laboratorium en een drukkerij. In totaal werkten er zo'n 100 assistenten, onder wie Willem Blaeu en Adriaan Metius. Frederik II werd na zijn dood in 1588 opgevolgd door Christian IV. Christian verlaagde langzamerhand de inkomsten van Tycho, omdat hij hem maar spilziek vond.
Tycho kreeg echter conflicten met de kerk, de koning en de adel. In 1597 verliet hij Hven en ging vrijwillig in ballingschap. Na korte verblijven in Rostock en Wandsbek, in de buurt van Hamburg, vestigde hij zich in 1599 in Praag. Daar kreeg hij steun van keizer Rudolf II. In 1600 werd Kepler zijn assistent, die hem na zijn dood opvolgde.

## Wereldbeeld
Hoewel Tycho's waarnemingen in grote mate overeenstemden met het copernicaanse model, was hij een tegenstander van Copernicus' heliocentrische wereldbeeld. Daarom construeerde hij een eigen model, dat aspecten van zowel het copernicaanse vertoont, als van het model van Ptolemaeus, dat tot die tijd algemeen geaccepteerd was.
In 1588 publiceerde Tycho zijn nieuwe wereldbeeld in het boek De Mundi Aetherei Recentioribus Phaenomenis. Daarin beschreef hij een universum met de aarde als middelpunt van de kosmos. Om de aarde draaiden de maan en wat verder weg de zon in perfecte cirkelbanen. Om de zon draaiden de planeten. Tycho deed dit omdat hij ervan uitging dat de zwaartekracht (het "natuurlijk evenwicht der dingen") alleen op de aarde voorkwam en niet daarbuiten. 
Het is eenvoudig in te zien dat de onderlinge bewegingen van de hemellichamen precies dezelfde zijn.
Het wereldbeeld van Tycho is een overgang naar het heliocentrische wereldbeeld waarvoor zijn assistent, leerling en opvolger Johannes Kepler zijn wetten opstelde. Kepler maakte hiervoor gebruik van de gegevens die Tycho had verzameld. Tycho had lang gewerkt aan het wereldbeeld zoals hij het uiteindelijk publiceerde en had met de astronoom Nicolaus Raimerus Ursus strijd over wie het primeurschap van dit idee had.

## Instrumenten
Tycho bouwde zijn eerste sextant in 1560, maar die was niet nauwkeurig genoeg. Op Hven bouwde hij enorme sextanten en quadranten. Zonder enige hulp van lenzen of telescopen was Tycho zo in staat om waarnemingen te doen tot op twee boogminuten nauwkeurig. Verder beschikte hij over een parallacticum om de parallax van de hemellichamen te bepalen en over verscheidene astrolabia om de positie van hemelse objecten ten opzichte van de hemelequator en de hemelpool te bepalen. Zijn observaties waren honderd keer nauwkeuriger dan eerdere waarnemingen. Tycho beschikte over uurwerken die op de seconde nauwkeurig waren. 
Met behulp van deze instrumenten stelde hij een catalogus samen van meer dan 1000 sterren met een nauwkeurigheid die 150 jaar lang ongeëvenaard bleef.

## De dood van Tycho Brahe
Over zijn dood gaat het volgende verhaal: Tycho nam deel aan een banket op 13 oktober 1601. Hoewel hij nodig zijn blaas moest legen, vond hij het onbeleefd om op te staan van de tafel, waarop zijn blaas scheurde. Een andere lezing is dat hij ziek werd van zijn volle blaas. Hij ging naar huis en kreeg koorts. Af en toe raakte hij buiten bewustzijn en uiteindelijk stierf hij.
Hij werd begraven in de Týnkerk aan het Oudestadsplein (Staré Město) in Praag. 
In 1901 werd zijn graf geopend en werd onderzoek gedaan naar de chemische samenstelling van zijn haar. Het bleek dat er een hoge dosis kwik in zat. Mogelijk was hij daaraan gestorven. Bekend was dat hij kwik gebruikte om zijn instrumenten van een goudlaagje te voorzien.
In 1996 werd door de universiteit van Lund een PIXE-analyse (Particle Induced X-ray Emission) gedaan. Daaruit bleek dat het kwik in een haarzakje zat. Er werd berekend dat hij 20 uur voor zijn dood een hoge dosis kwik binnengekregen moet hebben. Wellicht had hij dat genomen als medicijn tegen zijn ziekte.
In november 2010 werd opnieuw zijn graf gelicht. De bedoeling was om met behulp van het stoffelijk overschot dan het raadsel rondom zijn dood op te lossen. Er werden DNA-analyses gemaakt van zijn haar, schedel en hersenen. Ook wil men bepalen waar de (neus)prothese van Tycho van gemaakt was. Op 19 november is hij met zijn vrouw (die ook opgegraven werd) herbegraven. De uitkomsten van dit laatste onderzoek werden eind 2012 bekend. Volgens de onderzoekers zijn er geen aanwijzingen dat Tycho de laatste weken van zijn leven onnatuurlijk hoge doses kwik heeft binnengekregen. De resten koper en zink op de schedel bij de neus wezen op een neusprothese van messing in plaats van zilver of zelfs goud, wat vroegere bronnen beweren.

## Voetnoten
1. ↑  Zie de toetreding van Tycho Brahe in de Rostock Matrikelportal
2. ↑  J.J. O'Connor en E.F. Robertson, Tycho Brahe. School of Mathematics and Statistics, University of St Andrews, Scotland (2003). Gearchiveerd op 18 juli 2014. Geraadpleegd op 24-9-2014.
3. 1 2  K.L. Rasmussen, J. Kučera, L. Skytte, J. Kameník, V. Havránek, J. Smolík, P. Velemínský, N. Lynnerup, J. Bruzek en J. Vellev. Was he murdered or was he not?—Part I: Analyses of Mercury in the Remains of Tycho Brahe. Archaeometry 55, 6 (2013) 1187–1195.